# Урочище Шиворіс
Уро́чище Шиворіс — лісовий заказник місцевого значення в Україні. Розташований у межах Івано-Франківського району, Івано-Франківської області, на схід від села Стара Гута. 
Площа 50 га. Перебуває у віданні ДП «Солотвинський лісгосп». 
Статус надано з метою збереження частини лісового масиву з унікальними смереково-ялицево-буковими насадженнями та постійним токовищем глухарів. 
Поруч розташований національний природній парк «Синьогора» та заказник Комарники. 